# Paragnetina schenklingi
Paragnetina schenklingi är en bäcksländeart som beskrevs av František Klapálek 1921. Paragnetina schenklingi ingår i släktet Paragnetina och familjen jättebäcksländor. Inga underarter finns listade i Catalogue of Life.